# It Won't Be Long (Shout)
It Won't Be Long è il primo album in studio degli Shout, uscito nel 1988 per l'etichetta discografica Frontline Records.

## Tracce
1. Never Stop (Tamplin, King) 3:58
2. Winners or Losers (Tamplin, King) 3:42
3. It Won't Be Long (Tamplin, King) 4:21
4. Find a Way (Tamplin, King) 4:49
5. Dancin' Round the World (Tamplin, King) 3:13
6. Shout (Tamplin, King) 4:19
7. Showdown (Tamplin, King) 4:02
8. Timeless Love (Tamplin, King) 4:36
9. Without You (Tamplin, King) 3:42

## Formazione
- Ken Tamplin - voce, chitarra
- Chuck King - chitarra, cori
- Loren Robinson - basso, cori
- Mark Hugonberger - tastiere
- Dennis Holt - batteria

### Altri musicisti
- Lanny Cordola - assolo di chitarra nella traccia 6